# Ediciones B
Ediciones B, S. A., hereva del fons editorial de l'antiga Editorial Bruguera i del TBO, és una editorial fundada el 1987.
Manté una forta representació al mercat espanyol i hispanoamericà, posant en circulació llibres per a adults (ficció i no ficció), infantils, juvenils, il·lustrats i còmics. Entre aquests últims destaquen Mortadel·lo i Filemó, Super Llopis i Simpsons Comics. Ha sigut un dels segells destacats de la Divisió Llibres de Grupo Zeta, fins que l'abril de 2017 va passar a mans de Penguin Random House. Té la seu a Barcelona.

## Trajectòria editorial
Segons l'investigador Antoni Guiral, la trajectòria d'Ediciones B es divideix en dues etapes ben diferenciades:

### Primera etapa (1987-1996)
En 1987, el Grup Z va adquirir els fons d'Editorial Bruguera, incloent milers d'originals, donant lloc a Ediciones B. Miquel Pellicer va ser nomenat l'any 1987 editor en cap de llibres infantils, i l·lustrats i revistes de la nova editorial.
Ediciones B va començar reeditant els quaderns El Capitán Trueno, El Corsario de Hierro, El Cosaco Verde i El Jabato i reprenent les revistes Mortadelo, Super Llopis, Súper Mortadelo, TBO, Zipi y Zape i Zipi y Zape Super, a més de fer-se càrrec de Guai! i Yo y Yo. Al costat dels antics autors, va incorporar a joves valors, com a Cera, Maikel, Marco, Ramis o Bernardo Vergara, que van crear nous personatges, dels quals només va perdurar Pafman. També va rellançar les col·leccions Tope Guai!, Olé, Súper Humor i Magos del humor.
Entre 1989 i 1990, es va obrir al còmic nord-americà amb les tires de premsa clàssiques L'home emmascarat, Príncep Valent i Flaix Gordon, la revista Gran Aventurero i els comic books de First Comics Les cròniques de Corum, Dynamo Joe, Elric de Melniboné, Hakwmoon i Nexus. També va llançar una versió en color del mànga Akira de Katsuhiro Ōtom i recopilacions de Quico, el progre.
Des de 1993 i sota la direcció de Laureano Domínguez, va buscar un lector més adult amb les revistes Al Ataque, El Chou, CO & CO i Top Comics, i els àlbums del Mercenari i Els llibres de Co & Co.

### Segona etapa (1997-2017)
En 1996 Edicions B havia tancat ja tots els seus còmics clàssics, excepte TBO, per centrar-se en la producció d'àlbums monogràfics dels seus autors més coneguts: Francisco Ibáñez i Jan. Va adquirir, en canvi, els drets de les companyies nord-americanes Disney i Bongo Comics, i amb la direcció de Carlos Santamaría Martínez va llançar Top Disney (1996-1999), Minnie Disney (1996-1999), Mega Top (1999-2005), Súper Mini (1999-2005) i Top Còmic Mortadelo (2002-present), a més de Calvin i Hobbes i els Simpson Comics (2003). La nova versió de Zipi i Zape encarregada a Cera i Ramis es va cancel·lar en 2002, davant el seu escàs èxit. El març de 2011, i sota la direcció d'Ernest Folch, aconseguia tancar pàgines webs centrades en l'estudi de Mortadel·lo i Filemó, provocant la subsegüent polèmica a internet.

### Tercera etapa (2017-)
El 2017 el Grupo Zeta va arribar a un acord per vendre l'editorial a Penguin Random House per un import de 40 milions d'euros.

## Delegacions
Ediciones B té dues delegacions a Espanya, una a Madrid i una altra a Barcelona, i diverses a Hispanoamèrica, concretament a l'Argentina (Buenos Aires), Colòmbia (Bogotà), Mèxic (Ciutat de Mèxic), Veneçuela (Caracas), Equador (Quito), Xile (Santiago) i Uruguai (Montevideo).

## B de Books
B de Books és el primer segell editorial espanyol generalista exclusivament digital, sota l'auspici d'Edicions B i liderat per Ernest Folch. B de Books neix com una nova forma de comercialitzar continguts digitals adaptada perfectament a les necessitats del lector i amb la idea si es fes un buit a l'emergent mercat del llibre electrònic.